# Ропотамо
Вижте пояснителната страница за други значения на Ропотамо.
Ропотамо (на гръцки: Ροπόταμος, Ропотамос) е река в Югоизточна България, област Бургас – общини Созопол и Приморско, вливаща се в залива Ропотамо на Черно море. Дължината ѝ е 48,5 km.

## Географска характеристика

### Извор, течение, устие
Река Ропотамо се образува от сливането на двете съставящи я реки Росенска река (лява съставяща) и Церовска река (дясна съставяща) на 42°18′41″ с. ш. 27°37′21″ и. д. / 42.311389° с. ш. 27.6225° и. д., на 23 m н.в., на 1,4 km южно от село Веселие, Община Приморско. За начало на Ропотамо официално се приема Церовска река (наречена така на село Церово или Старо Паничарево, преселено през 1878 година в Ново Паничарево), която извира от странджанския рид Босна, на 400 m н.в., на 500 m югозападно от връх Босна (454 m). До село Ново Паничарево тече в дълбока, тясна и гориста долина в североизточна посока. След селото реката напуска Странджа и започва да тече в източна посока в плитка и широка долина. Тук реката в миналото е известна като Крива круша. След това навлиза в тесен пролом между Бакърлъка (Медни рид) и Узунджа баир и излиза в широка заблатена долина до устието си в залива Ропотамо на Черно море на запад от нос Свети Димитър (Скомболиорош, Скомболи Орос).

### Водосборен басейн, притоци
Площта на водосборния басейн на Ропотамо е 249 km2. Границите на водосборния ѝ басейн са следните:
- на северозапад, по билото на Росен баир и разклонение на рида Босна – с водосборния басейн на Изворска река, вливаща се в Мандренското езеро;
- на североизток, по билото на Медни рид – с водосборните басейни на малки и къси реки, вливащи се директно в Черно море;
- на югозапад, по билото на рида Босна – малка граница във водосборния басейн на река Велека;
- на юг и югоизток – с водосборния басейн на Дяволска река.

Основни притоци: → ляв приток, ← десен приток
- ← Варановско дол
- ← Гергьовски дол
- ← Катунешки дол
- ← Староселска река
- → Росенска река (Мехмеченската река или Цера), извираща от Медни рид над село Росен (бившето Мехмеч кьой)
- → Тиклите

### Хидроложки показатели
Реката е със среден годишен отток от 1,128 m3/s при село Веселие, като максимумът е през януари и февруари, а минимумът – август.

## Селища
По течението на реката е разположено единствено село Ново Паничарево, община Приморско.

## Етимология
Смята се, че Ропотамо е съкратена форма на Калогеропотамос (Καλογεροπόταμος), на гръцки Калугерска река.
Друга версия за името на реката е, че е кръстена на гръцката богиня Ро, което означава „тичам" (а „потамо" означава река). Легендата разказва, че богинята била толкова очарователна и пеела толкова красиво, че успяла да убеди пирати да напуснат района в мир.

## Стопанско значение, природни забележителности
Водите на реката се използват главно за напояване, като по течението ѝ, преди село Ново Паничарево е изграден големият язовир „Ново Паничарево". Част от водите на Ропотамо
По-голямата част от долината на реката е лонгоз с гори от дъб, ясен, бряст, габър и други. В реката живеят много рибни видове – шарани, речен кефал и други.
Около устието на Ропотамо се е образувал дълъг и широк лиман, ограден от Черно море с пясъчни коси. Лиманът е плавателен за малки съдове и по него плуват екскурзионни корабчета.
Река Ропотамо е особено известна с нежните си водни лилии. Плаването с лодка в нея и разходката по брега са незабравимо преживяване. В долната част на реката може да се наемат туристически лодки. Природата тук е спираща дъха с изобилието на растителни видове и фауна, впечатляващи скални образувания (като т.нар. Лъвската глава, лежаща на десния бряг на реката и малки пещери. Района на река Ропотамо е дом на над 100 екземпляра от Червената книга за застрашени видове, поради което е обявен за природен резерват Ропотамо през 1940 г. Със своята площ от около 1000 хектара, това е и една от най-големите защитени местности в България. Тук се намира най-високата пясъчна дюна на Балканския полуостров.
Сред най-атрактивните представители на местната фауна са големия белоопашат орел с размах на крилата над два метра, както и бухалите, част от които вият гнезда в споменатата скала Лъвската глава. Освен за природолюбители, района е атрактивен и за ловци. Основните видове дивеч са благородни елени, лопатари, глигани, сърни, вълци, лисици и чакали. Пътят на прелетните птици „Виа Понтика" също преминава над територията на резерват Ропотамо, което обяснява наличието и на различни видове патици, гъски и бекаси. Последните са предпочитана мишена за чуждестранните ловци, посещаващи района през есенните и зимните месеци.

## Други
На Ропотамо е наречена улица в квартал „Христо Смирненски“ в София (Карта).

## Галерия
- Устието на Ропотамо, гледайки към морето
- Корморани в устието на Ропотамо
- Кеят на Ропотамо
- Изглед към Ропотамо от Лъвската глава
- Кошута на брега на реката
- Дюни по брега на реката

## Топографска карта
- Лист от карта K-35-67. Мащаб: 1 : 100 000.
- Лист от карта K-35-68. Мащаб: 1 : 100 000.